# Eniwa
Eniwa (japonsky 恵庭岳-えにわだけ, Eniwa-dake, Ainu e-en-iwa) je čtvrtohorní sopka nacházející se v Národním parku Šikocu-Tója na Hokkaidu. Má nadmořskou výšku 1 320 m a byla označena za aktivní sopku Japonskou meteorologickou agenturou v roce 1991. Název hory pochází z ainštiny a znamená „hora s ostřím na vrcholu“.

## Geologická historie
V důsledku obrovské erupce před přibližně 40 000 lety vznikla kaldera Šikocu, v jejímž středu se rozprostírá stejnojmenné jezero. V této oblasti byla poté v období čtvrtohor aktivní celá řada sopek, a to postupně od sopky Fuppuši, následované sopkou Eniwa až po Tarumae. Tyto tři sopky leží podél směru, kde se tlačí tichomořská deska pod severoamerickou desku nesoucí Hokkaido. Magma stoupající v těchto oblastech se pohybovala podél trhlin vzniklých pohybem těchto desek. Eniwa se nachází na severozápadní části kalderové stěny a má strmý profil složený z lávových dómů a lávových proudů. Tyto lávové proudy sahají až do středu Šikocuckého jezera a dosahují tloušťky až několika desítek metrů. Její sopečná aktivita byla rozdělena do šesti hlavních období:
- 1. období: před 20 000 lety byla původní sopečná struktura vytvořena výtryskem lávy. V okolí oblasti Hina-misankocu poblíž města Čitose, 32 km na východ od sopky, byly nalezeny sopečné popelové vrstvy z této doby.
- 2. období: před 15 000 lety došlo k masivní Pliniovské erupci, během které bylo vypuzeno 10 km³ sopečného popela a pemzy. Tento popel se rozptýlil až 150 km daleko za pohoří Hidaka. V oblasti města Čitose vzdáleném 25 km, se pemza usadila v nánosech přesahujících 2 metry. Možnost určit stáří geologických vrstev je možné podle její červenohnědé barvy a tvaru.
- 3. období: z vrcholu sopky směrem na východ a od Marukoma-onsen směrem k Poropinai se valily lávové proudy.
- 4. období: lávové proudy tekly směrem na jih a sever od vrcholu sopky.
- 5. období: před 2 000 lety se láva valila směrem na západ. Přitom přehradila řeku Okotanpe a vytvořila Okotanpeské jezero. Současný tvar hory Eniwa byl vytvořen lávovými proudy. Na nich byly o mnoho století později vybudovány sjezdovky pro alpské lyžování během Zimních olympijských her v Sapporu v roce 1972.
- 6. období: v 17. a 18. století pokračovala sopečná aktivita v podobě výbuchů vodní páry. To vedlo k pádu východní části vrcholu a vytvoření podkovovitého kráteru o rozměrech 700 m na východ a 500 m na sever. Základní materiál z výbuchu se valil jako masivní lavinový proud na východ do Poropinai a na západ do Okotanpe.

Během celé doby své aktivity se kráter posouval od východu na západ, paralelně s kalderovou stěnou. V raných fázích byla láva převážně tvořena dacitem s vysoký obsah křemíku, ale v pozdějších fázích aktivity převažuje andezit.
Od 6. fáze nebyla žádná významná sopečná aktivita a hora je nyní pokryta lesy. Nicméně stále dochází k emisi plynu z kráteru a východních svahů hory.
Po zemětřesní v roce 2003 v Tokači je výstup na vrchol hory zakázán, z důvodu hrozících sesuvů.

## Původ názvu

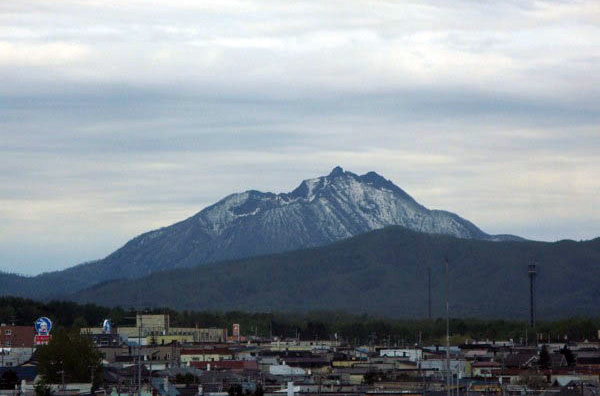
Viditelný vrchol spoky Eniwa

V jazyce Ainu byla tato hora nazývána „e-en-iwa“ (katakana エエニワ, エ・エン・イワ). Tento název může být přeložen jako „hora s ostrým vrcholem“. „E-en-iwa“ se později stalo základem pro japonský název „恵庭“ („Eniwa“). V roce 1883 byla hora zmíněna v statistické knize Hokkaida jako „千歳嶽“ („Sensaitake“) a s poznámkou: „Také nazývána jako hora Eniwa“. Na mapách vydaných úřadem pro zeměměřičství (jedním z předchůdců Národního úřadu pro geodézii) byla hora označena jako „千歳嶽“ až do roku 1893, a od revize mapy v roce 1926 byla označována jako „恵庭嶽“ („Eniwadake“).

## Zlaté doly
V okolí hory Eniwa se nacházejí zlatonosné horké prameny. To vedlo k zřízení dolů Eniwa a Korju na severní straně a Čitose na jihozápadním břehu jezera Šikocu. Tyto zlaté žíly se nacházejí v geologických vrstvách od svrchního eocénu po spodní miocén. Radiometrické datování pomocí metody draslík-argon naznačuje, že byly vytvořeny přibližně před 40 miliony lety, jsou tedy mnohem starší ve srovnání s dobou vzniku hory Eniwa a kaldery Šikocu (přibližně před 40 000 lety).
Těžební činnost začala v 30. letech minulého století v důsledku podpůrné politiky japonské vlády týkající se těžby zlata. Avšak ještě nebyly žádné cesty podél břehů jezera Šikocu, a tak byla ruda hlavně přepravována přes jezero lodí, a poté odesílána do města Tomakomai. Nicméně s eskalací druhé světové války došlo k ukončení dovozu a zlato se stalo zbytečným pro obchodní transakce. V roce 1943 byly podle zákona o rozvoji dolů se zlatem Eniwa a Čitose, stejně jako ostatní zlaté doly v zemi, nuceně uzavřeny.
Po válce byly doly Korju a Čitose znovu otevřeny, ale Čitose zavřel v roce 1986 a Korju v roce 2006.

## Termální prameny
Na jihovýchodním svahu poblíž břehů jezera Šikocu a na jihozápadním svahu poblíž břehů jezera Okotan se nacházejí horké prameny. Nejstarší Marukoma-onsen se provozuje od roku 1915. Termální prameny přirozeně vyvěrají z břehu jezera Šikocu, a hladina vody v jejich venkovních lázních stoupá a klesá v souladu s hladinou vody v jezeře Šikocu. Během zimy, kdy přítok vody klesá, hladina termální vody postupně klesá a dosahuje svého nejnižšího bodu v dubnu, aby se znovu zvýšila během tání sněhu v květnu. Termální prameny na březích jezera Okotan už nejsou v provozu.